# Gesellschaft mit beschränkter Haftung
Gesellschaft mit beschränkter Haftung ("bolag med begränsat ansvar") eller GmbH är en bolagsform som förekommer i flera tyskspråkiga länder, bland annat Tyskland, Schweiz och Österrike. Ett bolag av den här typen är en juridisk person (tyska Rechtspersönlichkeit) och har i likhet med svenska aktiebolag ett bolagskapital som ligger till grund för bolagsmännens maximala ansvar gentemot fordringsägare, samtidigt som bolagets Geschäftsführer (ungefär: verkställande direktör) har ett visst personligt ansvar som saknas i svenska aktiebolag. En Geschäftsführer för ett GmbH, som måste vara en fysisk person, kan till exempel bli personligt ersättningsskyldig om vederbörande känt till ekonomiska problem utan att i tid vidta lämpliga åtgärder. Bolagskapitalet ska uppgå till minst 25 000 euro i Tyskland och minst 35 000 euro i Österrike. Högsta beslutande organ för ett Gesellschaft mit beschränkter Haftung är Gesellschafterversammlung, som ungefärligen motsvarar ett svenskt aktiebolags bolagsstämma.
Från 2008 finns i Tyskland en förenklad bolagsform med begränsat ansvar, Unternehmergesellschaft eller UG.

## Gemeinnützige GmbH
En gGmbH eller Gemeinnützige GmbH är en icke-vinstinriktad variant av bolagsformen som är berättigad till särskilda skattelättnader. Företaget är helt eller delvis befriat från vissa skatter, under förutsättning att företagets uppbyggnad och verksamhet uppfyller kraven i de lagar som reglerar ideella organisationer. Vinsten i ett gGmbH måste användas för välgörande ändamål och får i princip inte delas ut till aktieägarna.